# Iglesia de la Asunción de Nuestra Señora (Monterde)
La iglesia de la Asunción de Nuestra Señora es un templo parroquial católico situado en Monterde (Provincia de Zaragoza, España). Es un edificio construido entre finales del siglo XV y el siglo XVII en diversas fases.
Tiene fábrica de mampostería, excepto en las esquinas, los contrafuertes y la fachada, donde se ha utilizado la piedra sillar, y la torre, donde predomina el ladrillo.
Consta de nave única de tres tramos cubierta con bóveda de crucería, capillas entre los contrafuertes, comunicadas entre sí y fruto de la ampliación del siglo XVI, y cabecera poligonal.
La mayor parte del edificio se encuentra recorrida exteriormente por una galería muy simple de arquillos de medio punto.
La iluminación se realiza a través de estrechas ventanas abiertas en arcos de medio punto abocinados.
En el ángulo noroccidental se eleva la torre de cuatro cuerpos, siendo el inferior de mampostería y los restantes de ladrillo, con decoración mudéjar consistente en motivos geométricos realizados en ladrillo resaltado y pequeñas cenefas de cerámica. Este elemento se construyó ya a finales del siglo XVII.
En el interior se conserva pintura mural, imitando despiece de sillares en la parte baja y de ladrillos en la parte alta.